# Michel de Pure
Michel de Pure, né à Lyon le 19 novembre 1620 et mort à Paris en mars 1680, est un ecclésiastique et homme de lettres du Grand siècle. Romancier, dramaturge, historien et traducteur, il a entre autres rédigé un manuel consacré à la danse, ainsi que des ouvrages critiquant le développement de la préciosité, ; il est par ailleurs nommé historiographe de France en 1653.
Son nom, plus que le personnage, est resté attaché à la moquerie dont Nicolas Boileau l'a couvert, sans quoi il serait quasiment inconnu aujourd'hui. Il était cependant à son époque reconnu pour son érudition.
Si Michel de Pure était surtout connu pour son précieux ouvrage consacré à la danse et aux ballets de son temps, Idée des spectacles anciens et nouveaux (Paris, Michel Brunet, 1668), on sait maintenant, grâce aux travaux de Lise Leibacher-Ouvrard et Daniel Maher, qu'il est également l'auteur d'un des premiers romans d’anticipation, Épigone, histoire du siècle futur (1659), reconnu comme « la première uchronie véritable ». Sa tragédie Ostorius, créée à l'hôtel de Bourgogne en 1659, est un échec cuisant: elle fut jouée une seule fois avant d'être rayée du programme. Le sujet était bien trop obscur pour le goût du public parisien: le héros de la pièce, le jeune romain Ostorius, fils d'un propréteur en Bretagne, aurait été une des victimes de l'empereur fou Néron, qui le fait injustement condamner à mort; il est mentionné en passant par Tacite dans les Annales.

## Œuvres

### Ses traductions
Michel de Pure a traduit :
- Quintilien, De l'Institution de l'orateur, avec les notes historiques et littérales, où les mots barbares, grecs, anciens, et les plus difficiles passages sont expliquez par M. M. D. P., Paris, François Clouzier et Pierre Bienfait, 1663.
- L'Histoire des Indes orientales et occidentale, du R.P. Jean Pierre Maffée de la Compagnie de Jésus, traduite par M. M. D. P., Paris, Robert de Ninville, 1665.
- La Vie de Léon dixieme, pape, écrite en latin par Paul Jove, évesque de Nocera et traduite en françois par M. M. D. P., Paris, Jean Couterot, 1675 (lire en ligne).
- Histoire africaine de la division de l'empire des Arabes, de l'origine et du progrez de la monarchie des Mahométans dans L'Affrique & dans l'Espagne, écrite en italien par I. B. Birago Avogadro et mise en françois par M. M. D. P., Paris, Guillaume de Luyne, 1666.

### Son œuvre personnelle
Il a donné lui-même :
- La Prétieuse (sic), ou les Mystères de la ruelle, Paris, Guillaume de Luyne, 1658 (1re, 2e, 3e et 4e parties lire en ligne sur Gallica).
- Épigone, histoire du siècle futur, Paris, Pierre Lamy, 1659 (lire en ligne)
- Decameron de pace. Cui accessere epistolae liricae ad varios. Paris, Pierre Bienfait, 1660.
- Vita Alphonsi Ludovici Plessaei Richelii, S. R. E. presbyteri cardinalis... Galliarum primatis..., auctore M. D. P. (M. de Pure), Paris, Antoine Vitré, 1663 (lire en ligne).
- Idée des spectacles anciens et nouveaux, Paris, Michel Brunet, 1668 (lire en ligne). Réédition Genève, Minkoff, 1972.
- La Vie du Mareschal de Gassion, Paris, Guillaume de Luyne, 1673, 4 volumes (lire en ligne).

Il a aussi composé quelques pièces de théâtre :
- Ostorius, tragédie, par De P***, Paris, Guillaume Luyne, 1658 (texte lire en ligne sur Gallica).
- La Déroute des précieuses, mascarade, Paris, Alexandre Lesselin, 1659 (attribution douteuse, édition moderne en ligne).

## Satires de Boileau
Pour des raisons non élucidées, Nicolas Boileau le brocarde dans plusieurs satires :
Si je veux d'un galant dépeindre la figure,
Ma plume pour rimer, trouve l'abbé de Pure
Si je pense exprimer un auteur sans défaut,
La Raison dit Virgile, et la Rime Quinaut.
(Boileau - Satire II, À M. de Molière)
Ce n'est pas tout encore. Les souris et les rats
Semblent, pour m'éveiller, s'entendre avec les chats.
Plus importuns pour moi, durant la nuit obscure,
Que jamais, en plein jour, ne fut l'abbé de Pure.
(Boileau - Satire VI, dite des Embarras de Paris)
Phebus a-t-il pour vous aplani le Parnasse ?
Et ne savez-vous pas que sur ce mont sacré,
Qui ne vole au sommet tombe au plus bas degré,
Et qu'à moins d'être au rang d'Horace ou de Voiture,
On rampe dans la fange avec l'abbé de Pure?
(Boileau - Satire IX)